# Khentij
Khentij (mongolsk: Хэнтий, tr. Khentij) er en af Mongoliets 21 provinser. Khentij ligger i det nordøstlige Mongoliet på grænsen til Rusland. Provinsen har 65.811(2011) indbyggere og et areal på 80.325 km². Provinsens hovedstad er Öndörkhaan med 18.140(2010) indbyggere.

## Administrativ inddeling
Provinsen er inddelt i 17 distrikter (sum): Batnorov, Batshireet, Bayan-Adraga, Bayanhutag, Bayanmönh, Bayan-Ovoo, Binder, Dadal, Darhan, Delgerhaan, Galshar, Herlen, Jargalanhaan, Mörön, Norovlin, Ömöndelger og Tsenhermandal.